# Roger Béteille (enginyer)
Roger Béteille (28 d'agost del 1921 – 14 de juny del 2019) fou un enginyer aeronàutic francès. Nasqué a Vors (Avairon). El 1952 començà a treballar per Sud-Aviation a Tolosa, on ocupà diversos càrrecs importants: responsable de proves en vol (1952 a 1957), responsable de la divisió de coets i satèl·lits (1957 a 1967) i director tècnic i responsable del programa Airbus A300.
Béteille treballà amb Air France i Lufthansa, així com aerolínies dels Estats Units com ara United Airlines, Trans World Airlines i American Airlines. Així mateix, decidí que la llengua de treball seria l'anglès i que les mesures no s'havien de fer en sistema mètric, car la majoria d'aerolínies ja tenien aeronaus fabricades als Estats Units.
És conegut pels èxits d'Airbus i de vegades era anomenat «Sr. Airbus».